# Le Bouchaud
Le Bouchaud es una comuna francesa situada en el departamento de Allier, en la región Auvernia-Ródano-Alpes.

## Demografía
| 410 | 377 | 341 | 277 | 253 | 222 | 213 |
| Para los censos de 1962 a 1999 la población legal corresponde a la población sin duplicidades (Fuente: INSEE [Consultar]) |     |     |     |     |     |     |